# Milrinona

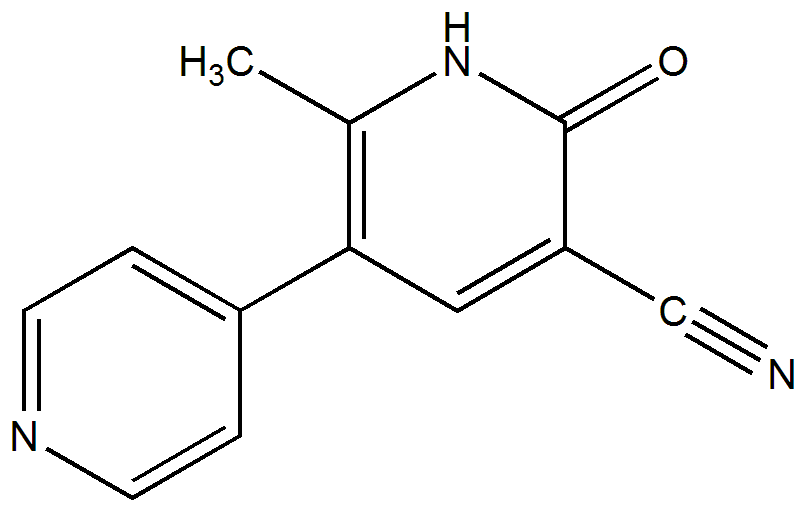
Ilustração.

A milrinona é um medicamento de administração intravenosa, inibidor da fosfodiesterase 3 e utilizado como um inotrópico positivo (aumentando a contratilidade cardíaca)  no tratamento da insuficiência cardíaca grave e descompensada.
É utilizado desde os anos 1990.

## Propriedades
O medicamento é um inotrópico positivo que provoca menos  taquicardia que a dobutamina, com efeito vasodilatador e melhorando a função diastólica do coração.
Ele não influencia o prognóstico da insuficiência cardíaca.
Uma forma oral já foi testada, contudo seu uso levou a um aumento da mortalidade dos pacientes com insuficiência cardíaca do estudo.

## Farmacocinética
Possui meia vida relativamente longa (mais de 50 minutos) e sua eliminação é principalmente renal.

## Efeitos adversos
Devido a seu efeito vasodilatador, pode provocar, em alguns casos, hipotensão arterial.